# 英格蘭教會

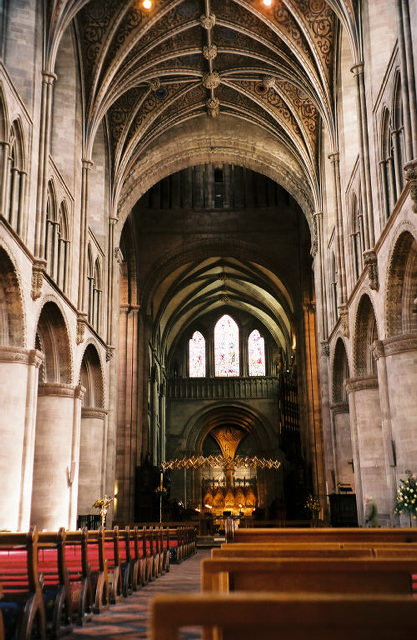
位於英格蘭赫里福德的赫里福德座堂，是英格蘭教會的43個座堂之一。

英格蘭教會（英語：Church of England），也译作英格蘭國教會、英国国教会、英國教會、英格蘭聖公會或英國聖公會，是基督新教聖公宗的教會之一，16世纪英格蘭宗教改革時期，由英格兰國王亨利八世領導，由神學家托馬斯·克蘭麥、理查德·胡克等研究教義而開創的基督教會，至今作为英國英格兰的国教。教会的辖区是今天英国（联合王国）中的英格兰地區，不包括苏格兰、威尔士和北爱尔兰，後者分归苏格兰圣公会、威尔士教会与爱尔兰教会管理。英格兰教会的主教長为坎特伯雷大主教，副手是约克大主教。此外英國君主擁有英格蘭教會最高領袖的頭銜。現時英格兰教会有2,600萬名會友，但只有100－200萬人會固定出席教會禮拜。

## 结构
- 坎特伯里教省
- 约克教省

## 祈禱／禮儀用書
- 公禱書（The Book of Common Prayer）

## 信仰
承認普世神聖大公教會的三大信經：尼吉亞信經、使徒信經和阿塔拿修信經。

## 近年

### 英国君主支持教會的演說
2012年联合王国女王伊丽莎白二世登基六十周年，在坎特伯里教區大主教官邸兰柏宫發表演說，公開表示對國教的支持。女王在演說中表示，“信仰在數以百萬計國民的個人身分與生活上，發揮了關鍵性的引導作用，不只提供信仰系統，更賦予歸屬感”；她說，教會作為國家社會的一部分，為全國「創造及維持社區」發揮關鍵作用，並且為其他宗教信仰群體、甚至沒有信仰的人創造了自由生活的環境；但她認為「聖公會的理念偶爾被誤解；一般而言，教會並未得到正確的評價」。
英格蘭聖公會坎特伯里大主教羅恩·威廉斯（2012/12卸任）则回應“女王在看待自己的角色時，已將信仰放在心中”，他相信這是出自“上帝對女王的呼召”。在女王發表支持教會言論的一周前，有世俗人文主義者挑戰基督教在英國的地位，特別是英格蘭教會至今在英格蘭的國教地位。
另外2012年2月英國高等法院通過一項裁決，鎮議會若在會議開始前禱告即屬違法（違反宗教自由），然而此裁決顛覆英國數從1941年納粹轟炸英倫以來的傳統。

### 性別平等
2014年7月14日，英格蘭教會決議通過推翻2012年的否決案，允許女性擔任主教；2019年6月更任命了首位黑人女性主教（多佛主教）。